# Deltochilum punctatum
Deltochilum punctatum är en skalbaggsart som beskrevs av Edgar von Harold 1880. Deltochilum punctatum ingår i släktet Deltochilum och familjen bladhorningar. Inga underarter finns listade i Catalogue of Life.